# Wolfhowe Gill
Der Wolfhowe Beck ist ein Wasserlauf im Lake District in Cumbria, England. Er entsteht südöstlich des White Howe und fließt in südöstlicher Richtung, bis er bei seinem Zusammentreffen mit dem Kidshowe Beck und dem Ashstead Beck den River Mint bildet.